# Irwin Allen
Irwin Allen (New York, 12 juni 1916 - Santa Monica (Californië), 2 november 1991) was een Amerikaanse regisseur en producent die zowel films als tv-series en televisieprogramma's  maakte. 
Allen werd vooral beroemd door een reeks spectaculaire rampenfilms die hij in de jaren zeventig maakte. Deze films maakte hem de meest succesvolle filmproducent van de eerste helft van de jaren zeventig. De films kenmerkten zich door een simpele formule, veel dure speciale effecten, veel groots opgezette scènes, veel beroemde filmsterren, en gigantische reclamecampagnes. Deze manier van werken was niet erg origineel maar wel heel succesvol. Hierdoor had Allen veel invloed op andere producenten, hij wordt daarom ook wel gezien als de vader van de moderne Hollywood-blockbuster. 
Irwin Allen kreeg de bijnaam Master of Disaster, vanwege de grote hoeveelheid rampenfilms die hij regisseerde. 
Irwin Allen begon zijn carrière in de jaren 40 als decorontwerper bij Broadway-musicals en toneelstukken. Daarna ging hij in de jaren 50 decors ontwerpen voor televisieshows en zodoende klom hij, eind jaren 50, op tot producent. Allen had veel succes met de beroemde sciencefictionserie Lost in Space, die van 1963 tot 1967 liep en met de serie Voyage to the Bottom of the Sea (1964-1968). Het succes hiervan opende voor hem de poorten naar Hollywood. 
Na eerst verschillende filmgenres te hebben geprobeerd, maakte hij in 1972 The Poseidon Adventure, een rampenfilm over een zinkend schip. Deze film maakte een winst van 84 miljoen dollar en was daarmee de meest succesvolle film van 1972. Allen had met deze film de conventies van het rampenfilmgenre vastgesteld. Daarna maakte Allen, volledig volgens de formule van de rampenfilm, The Towering Inferno (1974) een klassieke film over een brandende wolkenkrabber. De film werd een van de meest winstgevende films ooit gemaakt. 
Vervolgens maakte Allen een aantal minder succesvolle films, waaronder The Cassandra Crossing (1976) (over een trein die besmet wordt met een virus), Flood! (1975) (over een overstroming), When Time Ran Out (1980) (over een eiland dat bedreigd wordt door een vulkaanuitbarsting) en City on Fire (brandende olie vernietigt een complete stad). 
Allen maakte in 1978 twee geflopte films: The Swarm (over een bijenplaag) en Beyond the Poseidon Adventure (vervolg op Poseidon Adventure). Beide films worden gezien als dieptepunten uit de filmgeschiedenis.
Na deze twee flops kwam Allens filmcarrière ten einde. Hij keerde terug naar het tv-scherm en ging weer televisieshows produceren. Allen overleed in 1991 op 75-jarige leeftijd.
- Biblioteca Nacional de España: XX1140881
- Bibliothèque nationale de France: cb146531103 (data)
- Catàleg d'autoritats de noms i títols de Catalunya: 981058507556106706
- Gemeinsame Normdatei: 138100624
- International Standard Name Identifier: 0000 0001 0786 7297
- Library of Congress Control Number: n95004265
- Nationale Bibliotheek van Tsjechië: xx0207918
- Nederlandse Thesaurus van Auteursnamen: 072009403
- SNAC: w6000cc9
- Système universitaire de documentation: 16225606X
- Virtual International Authority File: 100237853
- WorldCat: E39PBJfh7McVWRxTdGDptDQXh3